# Benthana angustata
Benthana angustata är en kräftdjursart som först beskrevs av Hercule Nicolet 1849.  Benthana angustata ingår i släktet Benthana och familjen Philosciidae. Inga underarter finns listade i Catalogue of Life.